# Rowdenia syllificalis
Rowdenia syllificalis är en fjärilsart som beskrevs av William Schaus 1904. Rowdenia syllificalis ingår i släktet Rowdenia och familjen nattflyn. Inga underarter finns listade.